# RMS Oceanic (1870)
RMS Oceanic byl první parník společnosti White Star Line. Byl vybudován v loděnicích Harland & Wolff v Belfastu, na vodu byl spuštěn 27. srpna 1870. 26. února 1871 připlul do Liverpoolu, aby se 2. března vydal na svou první plavbu. Poháněn byl jedním parním strojem v kombinaci s plachtami. Měl jeden komín. Železný trup byl přepážkami rozčleněn na 11 vodotěsných oddílů. Na Oceaniku mohlo plout 166 pasažérů v 1. třídě, 1 000 pasažérů ve třetí třídě a 143 členů posádky. White Star Line na něm vůbec nešetřila a tisk ho označil jako "královskou jachtu".
Na své první plavbě 2. března 1871 měl jen 64 pasažérů pod velením kapitána Sira Digbyho Murrayho. Krátce po vyplutí se musel vrátit zpět kvůli přehřívání ložisek. Vyplul znovu 16. března.
Oceanic měl kajuty první třídy umístěné uprostřed, takže v nich nebyl hluk a vibrace od strojů. Kajuty třetí třídy byly na přídi a na zádi. Všichni pasažéři 1. třídy se mohli sejít najednou v jídelně uprostřed. Okna v trupu byla mnohem větší, než u jiných lodí, díky čemuž se do kajut dostávalo více světla. Tekoucí voda byla dostupná ve většině (pokud ne ve všech) kajutách první třídy. Byly zde také elektrické zvonky pro přivolání stevarda.
Po něm byly vybudovány také 3 sesterské lodě: Atlantic, Baltic a Republic. Všechny měly přibližně stejné rozměry, ale různou tonáž.
V lednu 1872 byl Oceanic upraven. Loď dostala velkou příďovou nástavbu, která měla chránit příď před nabíráním vody ve vysokých vlnách, byly přidány dva nové kotle pro zvýšení výkonu a zkráceny všechny čtyři stěžně.
Oceanic se plavil na lince Liverpool - New York až do 11. března 1875, kdy si ho pronajala Occidental & Oriental Steamship Company na linku San Francisco - Jokohama - Hongkong. White Star Line poskytla také důstojníky, ale posádka byla čínská. Loď zůstala v původních barvách White Star Line, ale nesla vlajku O & O. Během plavby z Liverpoolu do Hongkongu vytvořil Oceanic rekord na této trase. V prosinci 1876 také vytvořil rekord na trase Jokohama - San Francisco, který překonal v listopadu 1899 s časem 13 dnů, 14 hodin a 5 minut.
22. srpna 1888 se Oceanic srazil u mostu Golden Gate s pobřežním parníkem City of Chester, který se potopil a zahynulo 16 lidí.
V roce 1895 byl Oceanic vrácen White Star Line, která ho chtěla vrátit zpět do služby. Poslali ho do loděnice Harland & Wolff na výměnu strojů, ale po inspekci bylo shledáno, že by nebylo výhodné do ní investovat, a proto byl prodán do šrotu. Z Belfastu byl odtažen 18. února 1896 na vrakoviště u Temže.